# مقاطعة كينغ جورج (فيرجينيا)
 مقاطعة كينغ جورج  (بالإنجليزية:  King George County)‏ هي إحدى المقاطعات في ولاية فيرجينيا في الولايات المتحدة الأمريكية.

## أعلام
- ويليام سميث
- أوغسطين واشنطن
- جوزيف جونز
- جون لي برات